# Medina vidua
Medina vidua là một loài ruồi trong họ Tachinidae.